# Fenerbahçe SK
Fenerbahçe SK je turški nogometni klub, ki je bil ustanovljen leta 1907 v Istanbulu.

## Dosežki

### Mednarodni uspeh
- Balkanske prvenstvu:
  -  Zmagovalcev (1): 1966-67
- Turkish Super League: (shared-zapis)
  -  Zmagovalcev (17): 1959, 1960-61, 1963-64, 1964-65, 1967-68, 1969-70, 1973-74, 1974-75, 1977-78, 1982-83 , 1984-85, 1988-89, 1995-96, 2000-01, 2003-04, 2004-05, 2006-07

Runners-up (16): 1960-61, 1961-62, 1966-67, 1970-71, 1972-73, 1975-76, 1976-77, 1979-80, 1983-84 , 1989-90, 1991-92, 1993-94, 1997-98, 2001-02, 2005-06, 2007-08 

#### Ostala tekmovanja
- Turške prvenstvu:
  -  Zmagovalcev (4): 1967-68, 1973-74, 1978-79, 1982-83
  - Runners-up (7): 1962-63, 1964-1965, 1988-89, 1995-96, 2000-01, 2004-05, 2005-06
- Turkish Super Cup / Predsednik prvenstvu:
  -  Zmagovalcev (7): 1968, 1973, 1975, 1984, 1985, 1990, 2007
  - Runners-up (7): 1970, 1974, 1978, 1979, 1983, 1989, 1996
- Ministrskega prvenstvu: (poročilo)
  -  Zmagovalcev (8): 1944-45, 1945-46, 1949-50, 1972-73, 1979-80, 1988-89, 1992-93, 1997-98
  - Runners-up (7): 1943-44, 1970-71, 1975-76, 1976-77, 1991-92, 1993-94, 1994-95
- TSYD prvenstvu: (skupni zapis)
  -  Zmagovalcev (12): 1969-70, 1973-74, 1975-76, 1976-77, 1978-79, 1979-80, 1980-81, 1982-83, 1985-86, 1986 -87, 1994-95, 1995-96
- Atatürk prvenstvu: (poročilo)
  -  Zmagovalcev (2): 1963-1964, 1998
- Istanbul Football League: (poročilo)
  -  Zmagovalcev (16): 1911-12, 1913-14, 1914-15, 1920-21, 1922-23, 1929-30, 1932-33, 1934-35, 1935-36, 1936 -37, 1943-44, 1946-47, 1947-48, 1952-53, 1956-57, 1958-59
  - Runners-up (18): 1915-16, 1917-18, 1921-22, 1925-26, 1926-27, 1928-29, 1930-31, 1933-34, 1937-38 , 1938-39, 1939-40, 1940-41, 1942-43, 1944-45, 1945-46, 1949-50, 1955-56, 1957-58
- Istanbul Cup:
  -  Zmagovalcev (1): 1945
- Istanbul Shield: (poročilo)
  -  Zmagovalcev (4): 1930, 1934, 1938, 1939
- Spor Toto-Cup:
  -  Zmagovalcev (1): 1967
- Fleet prvenstvu: (poročilo)
  -  Zmagovalcev (4): 1982, 1983, 1984, 1985

## Znameniti Igralci
| Turčija - Serhat Akın - Fatih Akyel - Cihat Arman - Can Bartu - Oguz Cetin - Tanju Çolak - Rıdvan Dilmen - Abdullah Ercan - Aykut Kocaman - Lefter Küçükandonyadis - Alpay Ozalan - Rüştü Reçber - Turan Sofuoğlu - Tuncay Şanlı - Zeki Rıza Sporel - Cemil Turan - Selçuk Yula Argentina - Ariel Ortega Bosna in Hercegovina - Elvir Baljic - Elvir Bolic | Brazilija - Washington Stecanela Cerqueira - Alex de Souza - Roberto Carlos da Silva Bolgarija - Emil Kostadinov Hrvaška - Milan Rapaic Danska - Jes Høgh - Brian Steen Nielsen Anglija - Dalian Atkinson Francija - Nicolas Anelka Nemčija - Mustafa Doğan - Harald 'Toni' Schumacher Gana - Stephen Appiah - Samuel Johnson - Yaw Preko Izrael - Haim Revivo | Nizozemska - Pierre van Hooijdonk Nigerija - Uche Okechukwu - Jay-Jay Okocha Portugalska - Dimas Teixeira Romunija - Ilie Datcu - Viorel Moldovan - Ion Nunweiller Srbija in Črna gora - Nikola Lazetić - Zoran Mirković - Miroslav Stevic Južnoafriška republika - John Moshoeu Švedska - Kennet Andersson Švica - Murat Yakın Ukrajina - Serhiy Rebrov |